# کریستف وتریش
 کریستف وتریش (آلمانی: Christof Wetterich؛ زاده ۱۹۵۲) یک فیزیک‌دان اهل آلمان است.